# Чейз-Сіті (Вірджинія)
Чейз-Сіті (англ. Chase City) — місто (англ. town) в США, в окрузі Мекленберг штату Вірджинія. Населення — 2053 особи (2020).

## Географія
Чейз-Сіті розташований за координатами 36°47′59″ пн. ш. 78°27′39″ зх. д. / 36.79972° пн. ш. 78.46083° зх. д. (36.799844, -78.460951).  За даними Бюро перепису населення США в 2010 році місто мало площу 5,66 км², уся площа — суходіл.

## Демографія
Згідно з переписом 2010 року, у місті мешкала 2351 особа в 1030 домогосподарствах у складі 618 родин. Густота населення становила 415 осіб/км².  Було 1210 помешкань (214/км²).
Расовий склад населення:
| - 48,2 % — білих - 48,1 % — чорних або афроамериканців - 0,8 % — азіатів - 0,2 % — корінних американців |

До двох чи більше рас належало 2,2 %. Частка іспаномовних становила 1,4 % від усіх жителів.
За віковим діапазоном населення розподілялося таким чином: 24,7 % — особи молодші 18 років, 56,8 % — особи у віці 18—64 років, 18,5 % — особи у віці 65 років та старші. Медіана віку мешканця становила 41,4 року. На 100 осіб жіночої статі у місті припадало 81,3 чоловіків;  на 100 жінок у віці від 18 років та старших — 77,8 чоловіків також старших 18 років.
Середній дохід на одне домашнє господарство  становив 39 092 долари США (медіана — 27 955), а середній дохід на одну сім'ю — 45 600 доларів (медіана — 31 641). За межею бідності перебувало 29,6 % осіб, у тому числі 34,8 % дітей у віці до 18 років та 21,0 % осіб у віці 65 років та старших.
Цивільне працевлаштоване населення становило 722 особи. Основні галузі зайнятості: освіта, охорона здоров'я та соціальна допомога — 21,9 %, роздрібна торгівля — 21,2 %, виробництво — 9,7 %, публічна адміністрація — 9,0 %.